# Morpholeria tristis
Morpholeria tristis är en tvåvingeart som först beskrevs av Friedrich Hermann Loew 1862.  Morpholeria tristis ingår i släktet Morpholeria och familjen myllflugor. Inga underarter finns listade i Catalogue of Life.